# Епархия Крисиумы

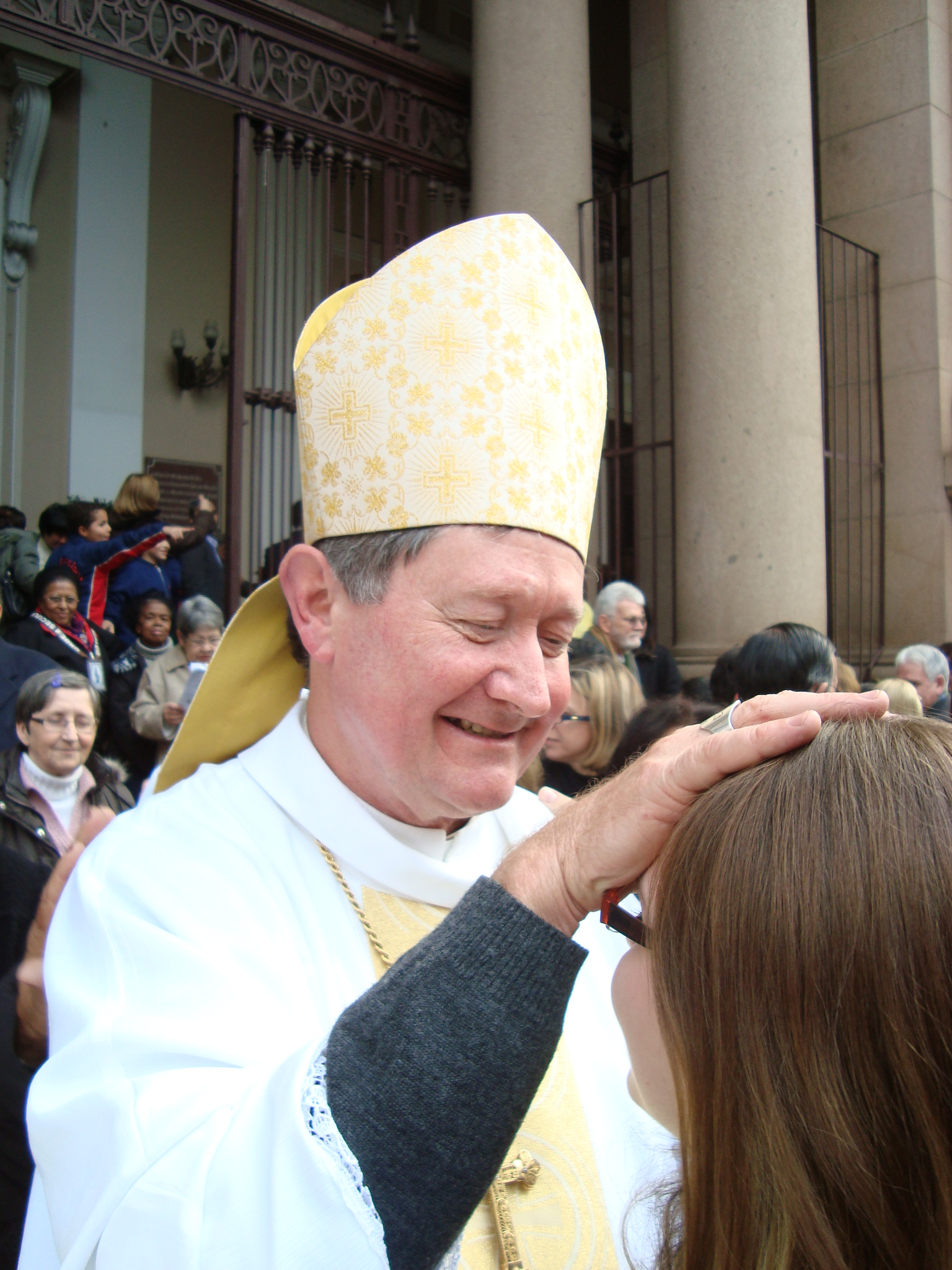
Ординарий епархии Крисиумы епископ Жасинту Игнасиу Флах

 Епархия Крисиумы  (лат. Dioecesis Criciumensis) — епархия Римско-Католической церкви с центром в городе Крисиума, Бразилия. Епархия Крисиумы входит в митрополию Флорианополиса. Кафедральным собором епархии Крисиумы является церковь Святого Иосифа.

## История
27 мая 1998 года Римский папа Иоанн Павел II выпустил буллу «Sollicitus de spirituali bono», которой учредил епархию Крисиумы, выделив её из епархии Тубарана.

## Ординарии епархии
- епископ Paulo Antônio de Conto (27.05.1998 — 2.07.2008) — назначен епископом Монтенегру
- епископ Jacinto Inácio Flach (16.09.2009 — по настоящее время)

## Источник
- Annuario Pontificio, Ватикан, 2007
- Булла Sollicitus de spirituali bono  (лат.)